# Coups de feu dans la Sierra
Pour plus de détails, voir Fiche technique et Distribution.
Coups de feu dans la Sierra (Ride the High Country) est un film américain réalisé par Sam Peckinpah, sorti en 1962.

## Synopsis
Une petite ville de Californie au tout début du XXe siècle : un vieux cow-boy aux cheveux blancs arrive à cheval dans la grand-rue en fête, parmi les baraques foraines, et se fait rabrouer par le policier local. C'est qu'il encombre le trajet d'une course. Stupéfait, il assiste à l'arrivée en trombe des concurrents : c'est un dromadaire qui l'emporte sur les chevaux, et une voiture à pétrole ferme la marche. Le vieux cow-boy est Steve Judd, autrefois law-man redouté des mauvais garçons. Il enchaîne maintenant les petits boulots : videur de bar, employé de sécurité...Il reconnaît dans la rue un de ses vieux amis : déguisé en Buffalo Bill, Gill Westrum tient une baraque de tir. Judd lui propose de travailler ensemble à nouveau, comme au bon vieux temps: son passé de shérif lui a permis d'obtenir un poste de convoyeur d'or pour le compte d'une banque locale. Leur tâche consistera à se rendre dans les mines de la sierra, au fond de la high country, et à en revenir avec le précieux chargement : $ 20 000 en poudre d'or fraîchement extraite.
Judd et Westrum partent à cheval dans le wild, accompagnés du jeune Heck, une tête-brûlée, l'associé de Westrum. Les deux acolytes ont bien sûr en tête l'idée de dépouiller Judd du chargement d'or. Heck serait partisan d'employer la manière forte, mais Westrum lui assure qu'il va convaincre son vieil ami, et l'amener à détourner le magot avec eux. Il lui parle donc avec insistance de ses bottes trouées, de son dénuement, de son avenir misérable, lui demande comment il pense assurer ses vieux jours... Mais Judd reste inébranlable : "rien ne compte plus pour un homme, dit-il, que de garder intacte sa self-esteem".
Un soir la petite caravane fait étape à la ferme Knudsen. Le patron, qui vit dans la solitude avec sa grande fille, est un fondamentaliste massif, austère et sûr de lui dont chaque phrase est une citation de la Bible, adaptée à la situation et justifiant son attitude. Lors du repas du soir, pris en commun après invocation du Tout Puissant, Judd retrouve d'ailleurs au fond de sa mémoire quelques citations pour répondre au maître de maison, alors que Westrum, lui, ne sait qu'énoncer "Ce porc au haricots est délicieux... Appétit...". Le père Knudsen veille jalousement sur sa fille Elsa, la rabroue sévèrement et la corrige quand il se rend compte qu'elle se laisse conter fleurette par Heck, et qu'elle lui a même donné rendez-vous la nuit derrière la meule de paille. Au matin, lasse de la tyrannie de son père, Elsa s'enfuit avec les trois cowboys. Elle dit vouloir se marier avec un mineur du camp de la montagne, Bill Hammond : il est jeune, actif, l'a demandée plusieurs fois en mariage, et a bien entendu été éconduit par le père Knudsen.
La caravane arrive enfin au camp de Coarsegold dans la montagne, les convoyeurs montent leur balance à poudre d'or, alors qu'Elsa retrouve son "fiancé", et fait la connaissance de sa famille. Les 5 frères Hammond sont des skunks, sales au moral comme au physique, qui se réjouissent ouvertement de voir arriver une jolie jeune femme qui leur servira en commun.
À la fin de la journée, les sachets de poudre d'or (la mère maquerelle a naturellement été l'un des plus gros dépositaires...) du camp sont dans une sacoche aux mains des convoyeurs, et la cérémonie de mariage commence au bar. Elsa, couronnée de fleurs blanches, dans la robe de mariée de sa mère (elle a pensé à l'emporter en fuyant la ferme) est à peine mariée à Billy Hammond (le juge Tolliver a consenti à sortir brièvement de son semi-coma éthylique pour consacrer l'union) que les cinq frères Hammond, bien imbibés, commencent à se disputer la mariée au milieu de l'orgie débutante. Attiré par les cris d' Elsa, Heck et Judd interviennent, libèrent la jeune femme, et l'emmènent. Au matin, les mineurs du camp, encore tout embrumés d'alcool, réunissent un "tribunal" pour juger si le mariage d'Elsa était légal, et si elle peut quitter Bill Hammond et sa nouvelle famille, ou non. Heureusement, Westrum a l'idée de menacer le juge ivrogne, et de lui subtiliser son affidavit : le mariage est déclaré nul, et Elsa peut quitter le camp avec les trois cow-boys.
Mais les cinq frères Hammond se lancent sur leur piste...

## Fiche technique
- Titre : Coup de feu dans la Sierra
- Titre original : Ride the High Country
- Réalisation : Sam Peckinpah
- Scénario : N.B. Stone Jr.
- Production : Richard E. Lyons
- Société de production : Metro-Goldwyn-Mayer
- Musique : George Bassman
- Photographie : Lucien Ballard
- Montage : Frank Santillo (en)
- Décors : Henry Grace et Otto Siegel
- Pays d'origine : États-Unis
- Langue : anglais
- Procédé : Couleurs - Metrocolor
- Formats de projection : Cinémascope 2,35:1 - Mono - 35 mm
- Genre : Western
- Durée : 94 minutes
- Date de sortie : 20 juin 1962 (New York)
- Affiche : Roger Soubie (France)

## Distribution
- Randolph Scott (V.F : André Valmy) : Gil Westrum
- Joel McCrea (V.F : Rene Arrieu) : Steve Judd
- Mariette Hartley (V.F : Michele Bardollet) : Elsa Knudsen
- Ron Starr (V.F : Pierre Trabaud) : Heck Todd Longtree
- Edgar Buchanan (V.F : Raymond Rognoni) : Judge Tolliver
- Percy Helton : Luther Sampson
- R.G. Armstrong  (V.F : Jean Clarieux) : Joshua Knudsen
- Jenie Jackson  (V.F : Lita Recio) : Kate
- James Drury  (V.F : Marcel Bozzuffi) : Billy Hammond
- L.Q. Jones (V.F : Michel Gudin) : Sylvus Hammond
- John Anderson : Elder Hammond
- John Davis Chandler  (V.F : Claude Mercutio) : Jimmy Hammond
- Warren Oates : Henry Hammond
- Byron Foulger : Abner Samson
- Frank Hagney (non crédité) : un mineur